# Elisa (Cherubini)
Eliza, ou Le voyage aux glaciers du Mont St-Bernard (in italiano Elisa, o Il viaggio ai ghiacciai del monte San Bernardo) è un'opéra-comique in due atti di Luigi Cherubini su libretto di Jacques-Antoine de Révérony Saint-Cyr. Fu rappresentata per la prima volta al Théâtre Feydeau di Parigi il 13 dicembre 1794.
Nella musica per Eliza Cherubini fece largo uso di colori locali. L'ambientazione nelle Alpi svizzere probabilmente è dovuta alla popolarità di cui godeva all'epoca Jean-Jacques Rousseau. La partitura include un ranz des vaches, una melodia tradizionale suonata dai pastori svizzeri. Eliza rappresentò un passaggio importante per lo sviluppo del romanticismo francese e fu molto popolare anche in Germania. L'evocazione musicale della natura di Cherubini (il calar della notte, la tempesta) influenzò Carl Maria von Weber, che apprezzò in modo particolare quest'opera.

## Interpreti della prima rappresentazione
| Personaggio | Interprete           |
| ----------- | -------------------- |
| Eliza       | Julie Angélique Scio |
| Florindo    | Pierre Gaveaux       |
| Priore      | Jean-Blaise Martin   |

## Trama
Florindo ed Eliza sono innamorati, ma il padre di Eliza proibisce alla coppia di sposarsi. Florindo e il suo servo Germain si recano al passo del Gran San Bernardo, dove sono accolti dal priore del monastero locale. Florindo riceve una lettera che gli fa credere che ora Eliza sia impegnata con un altro uomo. Si mette in cammino per il vicino ghiacciaio, intenzionato ad uccidersi. Eliza giunge al monastero portando la notizia della morte del padre cosicché ora può sposare Florindo. Trova il suo biglietto d'addio e va a salvarlo con l'aiuto dei monaci e delle guide di montagna. Si alza una violenta tempesta che provoca una valanga da cui Florindo viene travolto. Ma i monaci riescono a salvarlo e i due innamorati possono finalmente riunirsi.

## Discografia
- 1960 - Gabriella Tucci (Eliza), Flora Rafanelli (Laure), Gianni Raimondi (Florindo), Mario Zanasi (Germain), Paolo Washington (Priore), Luigi Tavolari (Michel), Giorgio Giorgetti (Una guida), Franco Pagliazzi (Un servo), Augusto Frati (Un savoiardo) - Direttore: Franco Capuana - Orchestra e Coro del Maggio Musicale Fiorentino - Registrato dal vivo al Maggio Musicale Fiorentino il 10 maggio 1960. Cantato in italiano - LP: Mauro R. Fuguette «Cherubini Series» MRF/C 06; Melodram MEL 153 (con Pimmalione e L'Hôtellerie Portugaise) (1981)[6]